# كيفن فيني (قاضي)
كيفن فيني (بالإنجليزية: Kevin Feeney)‏ هو قاضي أيرلندي، ولد في 1952، وتوفي في 14 أغسطس 2013.